# REXコミックス
REXコミックス（レックスコミックス）は、一迅社より刊行されている日本の漫画レーベルである。

## 概要
REXコミックスは、主に一迅社より刊行されている漫画雑誌『月刊ComicREX』（毎月27日頃発売）に掲載の漫画作品の単行本や、同社が発行するアンソロジーコミックに付けられる漫画レーベルである。REXコミックスのレーベル自体は、2005年に『ComicREX』が創刊される以前の2003年7月に創刊されている。『ComicREX』の創刊前は、一迅社発行の漫画雑誌『コミックZERO-SUM増刊WARD』などに掲載されていた漫画作品の単行本のレーベルであった。背表紙の上には、「REX COMICS」のロゴマークが印刷されている。アンソロジーコミックが始まった当初は『かんなぎ』などの既存作品のアンソロジーコミックを刊行していたものの、2010年7月に『女装アンソロジーコミック』が発売され、シリーズ化されたのを皮切りに、オリジナルのアンソロジーコミックも発行されるようになった。

## 作品一覧

### あ行
| タイトル名                    | 著者等   | 原作等                 | 備考  |
| ----------------------------- | -------- | ---------------------- | ----- |
| アイドルマスター relations    | 上田夢人 | バンダイナムコゲームス | 全2巻 |
| アイドルマスター SplashRed    | 坂野杏梨 | バンダイナムコゲームス | 全3巻 |
| アイドルマスター InnocentBlue | 零壱     | バンダイナムコゲームス | 全3巻 |
| アイドルマスター NeueGreen    | 黒瀬浩介 | バンダイナムコゲームス | 全3巻 |

### か行
| タイトル名 | 著者等     | 原作等 | 備考  |
| ---------- | ---------- | ------ | ----- |
| かみあり   | 染屋カイコ |        | 全9巻 |

### た行
| タイトル名                            | 著者等     | 原作等 | 備考   |
| ------------------------------------- | ---------- | ------ | ------ |
| 東方茨歌仙 〜 Wild and Horned Hermit. | あずまあや | ZUN    | 全10巻 |

### ま行
| タイトル名     | 著者等       | 原作等 | 備考                        |
| -------------- | ------------ | ------ | --------------------------- |
| 未確認で進行形 | 荒井チェリー |        | 既刊15巻 13巻から当レーベル |

### アンソロジーコミック
- 『かんなぎ アンソロジーコミック』原作：武梨えり、2008年 - 2009年、全2巻
- 『世界樹の迷宮III 星海の来訪者 アンソロジーコミック』2010年7月24日発売、ISBN 978-4-7580-6206-0
- 『妹アンソロジーコミック』2010年12月27日発売、ISBN 978-4-7580-6226-8
- 『女装少年アンソロジーコミック』全17巻
  - 『女装少年アンソロジーコミック 白組』2010年7月9日発売、ISBN 978-4-7580-6204-6
  - 『女装少年アンソロジーコミック 桃組』2010年7月24日発売、ISBN 978-4-7580-6209-1
  - 『女装少年アンソロジーコミック 姫組』2010年11月27日発売、ISBN 978-4-7580-6223-7
  - 『女装少年アンソロジーコミック 蒼組』2010年12月27日発売、ISBN 978-4-7580-6230-5
  - 『女装少年アンソロジーコミック 紅組』2011年2月26日発売、ISBN 978-4-7580-6241-1
  - 『女装少年アンソロジーコミック 桜組』2011年4月27日発売、ISBN 978-4-7580-6245-9
  - 『女装少年アンソロジーコミック すもも組』2011年6月27日発売、ISBN 978-4-7580-6260-2
  - 『女装少年アンソロジーコミック めろん組』2011年7月27日発売、ISBN 978-4-7580-6267-1
  - 『女装少年アンソロジーコミック りんご組』2011年9月27日発売、ISBN 978-4-7580-6280-0
  - 『女装少年アンソロジーコミック みかん組』2011年11月26日発売、ISBN 978-4-7580-6285-5
  - 『女装少年アンソロジーコミック ぶどう組』2012年1月27日発売、ISBN 978-4-7580-6297-8
  - 『女装少年アンソロジーコミック ばなな組』2012年3月27日発売、ISBN 978-4-7580-6300-5
  - 『女装少年アンソロジーコミック ぷらむ組』2012年5月26日発売、ISBN 978-4-7580-6311-1
  - 『女装少年アンソロジーコミック すいか組』2012年7月27日発売、ISBN 978-4-7580-6330-2
  - 『女装少年アンソロジーコミック リボン組』2013年1月26日発売、ISBN 978-4-7580-6366-1
  - 『女装少年アンソロジーコミック ひめイチゴ組』2014年6月27日発売、ISBN 978-4-7580-6454-5
  - 『女装少年アンソロジーコミック ひめリンゴ組』2014年8月2日発売、ISBN 978-4-7580-6469-9
- 『拘束少女アンソロジーコミック』全3巻
  - 『拘束少女アンソロジーコミック』2011年7月27日発売、ISBN 978-4-7580-6264-0
  - 『拘束少女アンソロジーコミック 亀甲編』2012年1月27日発売、ISBN 978-4-7580-6299-2
  - 『拘束少女アンソロジーコミック 合掌編』2012年3月27日発売、ISBN 978-4-7580-6304-3
- 『姉小路直子と銀色の死神 アンソロジーコミック』原作：みなとカーニバル、2015年8月4日発売、ISBN 978-4-7580-6534-4
- 『ろんぐらいだぁす！ アンソロジーコミック』2016年、全1巻
- 『政宗くんのリベンジ アンソロジーコミック』2017年3月27日発売、ISBN 978-4-7580-6648-8
- 『ゴブリンにエロいことされちゃうアンソロジーコミック』表紙イラスト：木谷椎（1・3・5 - 20巻）、吉川英朗（2・4巻）、全20巻
  1. 2018年3月27日発売、ISBN 978-4-7580-6723-2
  2. 2018年8月27日発売、ISBN 978-4-7580-6761-4
  3. 2018年10月25日発売、ISBN 978-4-7580-6768-3
  4. 2018年12月14日発売、ISBN 978-4-7580-6778-2
  5. 2019年3月27日発売、ISBN 978-4-7580-6796-6
  6. 2019年5月27日発売、ISBN 978-4-7580-6807-9
  7. 2019年8月3日発売、ISBN 978-4-7580-6818-5
  8. 2019年10月26日発売、ISBN 978-4-7580-6832-1
  9. 2020年9月26日発売、ISBN 978-4-7580-6890-1
  10. 2021年4月27日発売、ISBN 978-4-7580-6915-1
  11. 2021年6月25日発売、ISBN 978-4-7580-6927-4
  12. 2021年10月27日発売、ISBN 978-4-7580-6945-8
  13. 2022年3月26日発売、ISBN 978-4-7580-6968-7
  14. 2022年6月27日発売、ISBN 978-4-7580-6987-8
  15. 2022年11月26日発売、ISBN 978-4-7580-8394-2
  16. 2023年3月27日発売、ISBN 978-4-7580-8416-1
  17. 2023年7月27日発売、ISBN 978-4-7580-8440-6
  18. 2023年11月27日発売、ISBN 978-4-7580-8459-8
  19. 2024年3月27日発売、ISBN 978-4-7580-8478-9
  20. 2024年7月25日発売、ISBN 978-4-7580-8553-3
- 『パーティ追放された俺が裏切った仲間に復讐するアンソロジーコミック』全6巻
  1. 2020年12月25日発売[1]、ISBN 978-4-7580-6902-1
  2. 2022年1月27日発売[2]、ISBN 978-4-7580-6957-1
  3. 2022年5月26日発売[3]、ISBN 978-4-7580-6979-3
  4. 2022年8月26日発売[4]、ISBN 978-4-7580-6999-1
  5. 2024年5月27日発売[5]、ISBN 978-4-7580-8529-8
  6. 2024年10月25日発売[6]、ISBN 978-4-7580-8599-1
- 『お兄ちゃんはおしまい！ 公式アンソロジーコミック』原作：ねことうふ、2021年 - 2024年、全5巻
- 『ギャルがオタクの家に入り浸ってエッチに沼るアンソロジーコミック』2024年7月25日発売、ISBN 978-4-7580-8554-0